# René Pleven
René-Jean Pleven (Rennes, 13 april 1901 - Parijs, 13 januari 1993) was een Frans liberaal politicus.

## Biografie
René Pleven stamde uit een oude officiersfamilie en volgde onderwijs aan het Lycée de Laval. Hij studeerde rechten en politicologie in Parijs. Hij vestigde zich nadien als industrieel in Groot-Brittannië. Hij was van 1931 tot 1939 directeur van de Automatic Telephone Company, een Britse telefoonmaatschappij.

### Activiteiten tijdens de Tweede Wereldoorlog
Hij leidde in 1939, kort na het uitbreken van de Tweede Wereldoorlog, een Franse luchtvaart delegatie in de Verenigde Staten van Amerika. René Pleven sloot zich in juni 1940 aan bij de Vrije Fransen van generaal Charles de Gaulle. Hij vertrok hierna in opdracht van De Gaulle met generaal Philippe Leclerc de Hauteclocque naar Frans-West- en Equatoriaal-Afrika om deze koloniën te bewegen zich los te maken van het Vichy-regime van maarschalk Philippe Pétain. In juni 1943 werd hij te Algiers commissaris van Koloniën van de Franse Regering in Ballingschap.

### Ministerschappen
René Pleven werd na de Bevrijding van Frankrijk voor het Departement Côtes-du-Nord in de Franse Nationale Vergadering (Assemblée Nationale) gekozen (1945). Hij was minister van Koloniën in het eerste Kabinet-De Gaulle (26 augustus 1944) om vervolgens dit ambt te verwisselen voor dat van minister van Financiën (10 september - 16 november 1944). Van 16 november 1944 tot 21 november 1945 was hij gedurende een jaar minister van Economische Zaken. In het tweede kabinet-De Gaulle was hij van 21 november 1945 tot 26 januari 1946 opnieuw minister van Financiën. Van 29 oktober 1949 tot 12 juli 1950 was hij minister van Defensie onder de premiers Bidault en Queuille.
Als minister van Financiën leverde hij een belangrijke bijdrage bij de sanering der staatsfinanciën.
Ofschoon hij grote sympathie had voor de christendemocratie en christendemocratische Mouvement Républicain Populaire (Volksrepublikeinse Beweging), sloot hij zich niet bij haar aan. In 1946 was hij medeoprichter van de Union Démocratique et Socialiste de la Résistance (Union Démocratique et Socialiste de la Résistance), een - ondanks dat de naam anders doet vermoeden - liberale partij, waar zich zowel christendemocraten, liberalen, conservatieven en niet-marxistische sociaaldemocraten thuisvoelden. Pleven werd voorzitter van de UDSR. De UDSR kwam rechtstreeks voort uit het verzet.

## Tweemaal premier
René Pleven werd op 12 juli 1950 door president Vincent Auriol, na een kabinet te hebben gevormd, tot premier (Président du Conseil) benoemd. Zijn kabinet bestond uit representanten van zijn eigen UDSR, de Section Française de l'Internationale Ouvrière (SFIO, socialisten), de MRP, de conservatief-liberale Centre National des Indépendants (CNIP), de liberale Parti Républicain, Radical et Radical-Socialiste (PRS), de Parti Paysan d'Union Sociale (PP, boerenpartij) en de Gaullistische Rassemblement du Peuple Français (RPF). Pleven voerde een door de socialisten gesteunde belastinghervorming door. Ook presenteerde hij het zgn. "Plan-Pleven," waarin hij de West-Europese staten opriep om een gezamenlijk Europees leger op te richtten. Pleven's plannen leidden in 1952 tot de ondertekening van een verdrag dat voorzag in een Europese Defensie Gemeenschap, die echter nooit werd geratificeerd. In februari 1951 diende hij zijn ontslag in en werd op 10 maart 1951 als premier opgevolgd door Henri Queuille (PRS). In dit kabinet was hij vicepremier (Vice-Président du Conseil).
Op 11 augustus 1951 werd Pleven opnieuw premier, ditmaal van een centrumrechts kabinet van de UDSR, PRS, MRP en CNIP. Dit kabinet werd op 7 januari 1952 ten val gebracht door de oppositie die weinig zag in de door de regering voorgestelde bezuinigingen.
Na zijn aftreden als premier was hij van 8 maart 1952 tot 19 juni 1954 minister van Defensie. Onder zijn ministerschap vond de voor Frankrijk desastreus verlopen Slag bij Dien Bien Phu in Vietnam plaats.
Binnen de UDSR ontstonden in de jaren 50 meningsverschillen over de te volgen koers. Pleven en de zijnen waren voorstanders van een conservatief-liberale koers, François Mitterrand en de zijnen waren voorstanders van een sociaaldemocratische en sociaal-liberale koers. Mitterrand en de zijnen wonnen het pleit en in 1953 volgde Mitterrand Pleven op als voorzitter van de UDSR.
Van 14 mei tot 1 juli 1958 was Pleven minister van Justitie en Grootzegelbewaarder in het voorlaatste kabinet van de Vierde Franse Republiek van premier Pierre Pflimlin. Van 22 juni 1969 tot 15 maart 1973 was hij opnieuw minister van Justitie en Grootzegelbewaarder.
Na de opheffing van de UDSR (1965) was Pleven in 1967 medeoprichter van de Progrès et Démocratie Moderne (PDM, Vooruitgang en Moderne Democratie). De PDM vertegenwoordigde het niet-Gaullistische rechts in de Franse Kamer van Afgevaardigden. In 1969 werd de PDM opgevolgd door de Centre Démocratie et Progrès (CDP, Democratisch en Progressief Centrum).

## Regionaal politicus
De uit Bretagne afkomstige Pleven was altijd een regionalist geweest. Reeds in 1951 had hij met Joseph Martray het Comité d'étude et de liaisons des intérêts bretons. Tot 1972 bleef hij voorzitter van dit comité. Nadat er in 1973 een einde was gekomen aan zijn landelijke politieke carrière (hij verloor zijn zetel in de Franse Nationale Vergadering bij de parlementsverkiezingen van 1973) begon de inmiddels op leeftijd gekomen Pleven aan een carrière in de regionale, Bretonse politiek. Hij was President van de Generale Raad van het Departement Côtes-du-Nord en daarna President van de Generale Raad van de Administratieve Regio Bretagne (1974-1976). Ten slotte was hij voorzitter van de regionale economische ontwikkelingsraad, de Commission de Développement Économique Régional (CODER).
René Pleven overleed op hoge leeftijd, op 91-jarige leeftijd, op 13 januari 1993 in Parijs.

## Onderscheidingen
- Compagnon de la Libération (1943)
- Commandeur du Mérite Maritime
- Grand Cross of the British Empire (Verenigd Koninkrijk)
- Grootkruis in de Orde van Oranje-Nassau (Nederland)
- Grootofficier in de Leopoldsorde (België)
- Grootkruis van Denemarken (Denemarken)
- Grootkruis Orde van Verdienste van de Republiek Italië
- Grand Croix du Ouissam Alaouite (Marokko)
- Grand Croix du Million d'Éléphants (Laos)

## Verwijzingen
1. ↑  Winkler Prins Jaarboek 1951, blz. 298, red. Winkler Prins
2. 1 2  Winkler Prins Jaarboek 1951, blz. 298, red. Winkler Prins
3. ↑  Eugène Claudius-Petit van Wederopbouw en Stedenplanning en François Mitterrand waren naast Pleven het andere UDSR-lid in het kabinet. Mitterrand bekleedde de ministerspost van Franse Overzeese Gebiedsdelen
4. ↑  Winkler Prins Jaarboek 1951, blz. 216, red. Winkler Prins
5. ↑  Winkler Prins Jaarboek 1953, blz. 235, red. Winkler Prins

- Bibliothèque nationale de France: cb11920047x (data)
- Gemeinsame Normdatei: 118792547
- International Standard Name Identifier: 0000 0000 2999 9074
- KulturNav: b2ff97af-75c3-4612-830c-857f4de84f83
- Library of Congress Control Number: n88636254
- National Archives and Records Administration: 10570559
- Nationale Bibliotheek van Tsjechië: jcu2017945719
- Nationale Bibliotheek van Polen: a0000003643524
- Nederlandse Thesaurus van Auteursnamen: 068051336
- SNAC: w63k9gs4
- Système universitaire de documentation: 02707644X
- Virtual International Authority File: 16021
- WorldCat: E39PBJtMkHhW9rvwF4F6wjHDMP

Paul Ramadier · Robert Schuman · André Marie · Robert Schuman · Henri Queuille · Georges Bidault · Henri Queuille · René Pleven · Henri Queuille · René Pleven · Edgar Faure · Antoine Pinay · René Mayer · Joseph Laniel · Pierre Mendès France · Christian Pineau · Edgar Faure · Guy Mollet · Maurice Bourgès-Maunoury · Félix Gaillard · Pierre Pflimlin